# Barbara Palvinová
Barbara Palvin (* 8. října 1993 Budapešť) je maďarská modelka.

## Modelingová kariéra

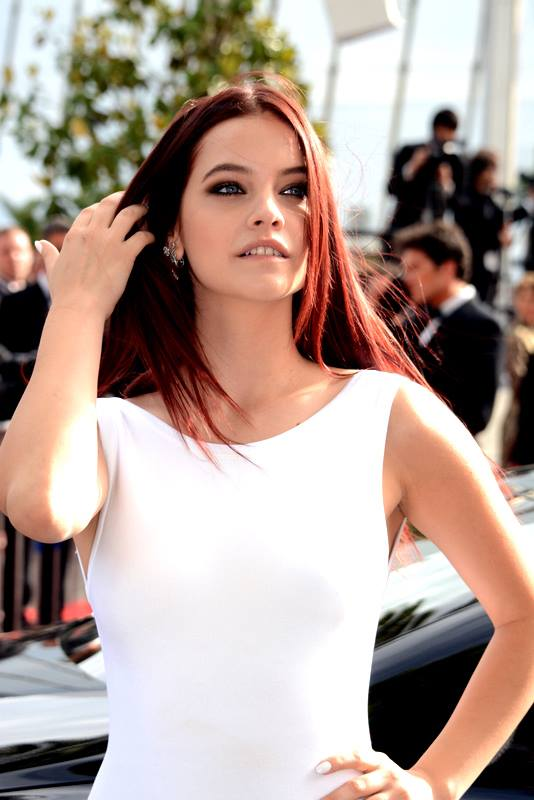
Barbara Palvin, Cannes, 2014

### Modeling
Palvin byla objevena v roce 2006 ve věku 13 let, v ulicích Budapešti, když šla se svojí matkou. V témže roce se poprvé objevila v časopise Spur Magazine. Od té doby se stala tváří společností jako L'Officiel (Paříž, Rusko, Turecko, Thajsko, Singapur), Vogue (Portugalsko), Glamour Hungary a Jalouse Magazine a stala se modelkou pro Armani Exchange, H&M, Victoria's Secret a Pull&Bear. V únoru 2012 se stala velvyslankyní pro L'Oreal Paris. V roce 2016 bylo oznámeno, že je součástí Sports Illustrated Swimsuit Rookie Class. Stala se také novou tváří Armaniho vůně „Acqua di Gioia“. Palvin je tváří Amazon Fashion a objevila se v reklamních kampaních Express a Chaos.
Její premiéra na přehlídkovém mole byla pro Pradu během Milan Fashion Week v únoru 2010. Barbara Palvin také předváděla oblečení pro značky Louis Vuitton, Miu Miu, Nina Ricci, Emanuel Ungaro, Christopher Kane, Julien MacDonald, Jeremy Scott, Giles Deacon, Vivienne Westwood, Etro a v roce 2011 zahájila přehlídku Chanel. Objevila se na přehlídkových molech při Victoria's Secret Fashion Show a oblékla oblečení od Rosy Clary při příležitosti Barcelona Bridal Week 2012.
V roce 2016 se umístila na 4. místě v žebříčku Maximu Hot 100. Seznam nejpopulárnějších modelek od společnosti Tumbrl z roku 2017 uvedl, že Palvin je druhá nejoblíbenější modelka na sociálních sítích. V žebříčku Top 50 nejlepších modelek pro web models.com se umístila na 40. místě. Často bývá srovnávána s ruskou modelkou Nataliou Vodian, kterou Palvin uvádí s Kate Moss jako její nejoblíbenější modelku. Britská redaktorka časopisu Vogue Miranda Almond řekla: „Vybrali jsme si Barbaru, protože vypadá naprosto skvěle, je to kříženec mladé Brooke Shieldsové a Natalie Vodianové.“
V roce 2018 se vrátila na přehlídková mola Victoria's Secret Fashion Show. Další rok se stala první Maďarkou, která kdy pracovala jak Victoria's Secret Angel.

### Herectví
V roce 2014 účinkovala ve filmu Hercules, jako mytologická královna Antimache.

## Osobní život
Narodila se a vyrostla v Budapešti v Maďarsku. Často jezdila na venkov, aby navštívila její babičku a prababičku. Věnovala se fotbalu a zpěvu. Od roku 2018 je Palvin ve vztahu s americkým hercem Dylanem Sprousem. Žijí společně na Brooklynu.

## Filmografie
| Rok  | Titul       | Role      |
| ---- | ----------- | --------- |
| 2014 | Hercules    | Antimache |
| 2021 | Tyger Tyger | Eggzema   |